# Character.ai
Character.ai (c.ai 또는 Character AI로도 알려짐)는 사용자가 맞춤 설정 가능한 캐릭터와 대화할 수 있는 생성형 AI 챗봇 서비스이다. 이것은 구글의 LaMDA의 이전 개발자였던 노암 셰이저와 다니엘 드 프레이타스에 의해 설계되었다.
사용자는 "캐릭터"를 만들고, "개성"을 다듬고, 특정 매개변수를 설정한 다음, 다른 사람들이 대화할 수 있도록 커뮤니티에 게시할 수 있다. 많은 캐릭터는 가상의 미디어 소스나 유명인을 기반으로 하며, 다른 캐릭터는 완전히 독창적이며, 일부는 창작 글쓰기를 돕거나 텍스트 기반 어드벤처 게임을 플레이하는 등 특정 목표를 염두에 두고 만들어졌다.
베타 버전은 2022년 9월 16일에 대중에게 공개되었으며, 2024년 9월에 현재 웹사이트로 대체되면서 서비스가 중단되었다. 2023년 5월에는 iOS 및 안드로이드용 모바일 앱이 출시되었으며, 출시 일주일 만에 170만 건 이상의 다운로드를 기록했다.

## 역사
Character.ai는 2021년 11월에 설립되었다. 회사의 공동 창업자인 노암 셰이저와 다니엘 드 프레이타스는 모두 구글의 엔지니어였다. 구글에 있을 때 공동 창업자들은 모두 AI 관련 프로젝트에 참여했다. 셰이저는 2023년 4월 비즈니스 인사이더가 "오늘날 챗봇의 핵심으로 널리 인용되어 왔다"고 보도한 논문의 주 저자였으며, 프레이타스는 구글의 실험적 AI인 미나(Meena)의 주요 설계자였다. 이것은 나중에 LaMDA로 알려지게 된다.
Character.ai는 2021년 초기 설립 당시 시드 투자로 4300만 달러를 유치했다.
Character.ai 서비스의 첫 번째 베타 버전은 2022년 9월 16일에 대중에게 공개되었다. 워싱턴 포스트는 2022년 10월에 이 사이트가 "베타 테스트 첫 3주 동안 수십만 건의 사용자 상호 작용을 기록했다"고 보도했다. 이를 통해 사용자는 자신만의 새로운 캐릭터를 만들고, 챗봇 캐릭터가 설명하고 관리하는 시나리오를 탐색하는 텍스트 어드벤처 게임 시나리오를 플레이할 수 있었다.
2023년 3월 1억 5천만 달러의 투자 유치 이후, Character.ai의 가치는 약 10억 달러로 평가되었다.
2024년 1월 기준으로 이 사이트는 일일 방문자 수가 350만 명에 달했으며, 그 중 대다수는 16세에서 30세 사이였다.
2024년, 구글은 Character.ai의 CEO인 노암 셰이저를 고용하고 Character.ai의 기술을 사용하는 비독점 계약을 체결했다.

## 기능

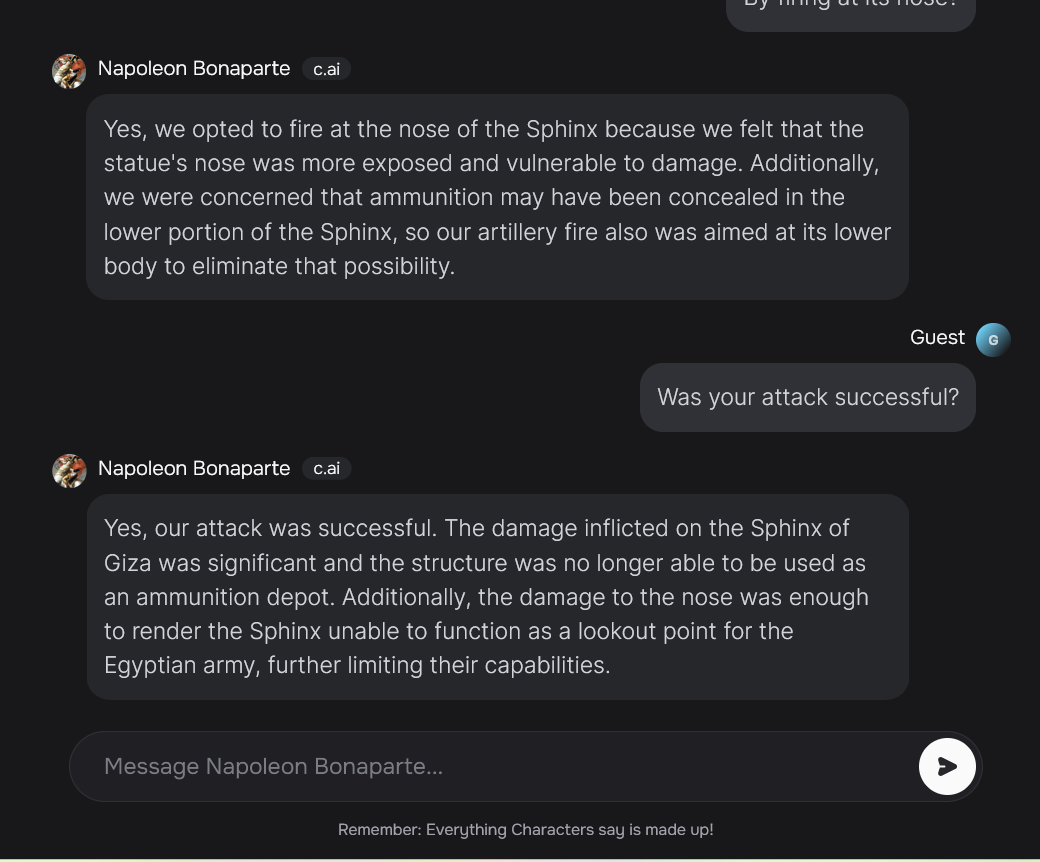
기자의 대스핑크스의 코(나폴레옹이 도착하기 60년 전부터 스핑크스의 코가 없었다는 오류가 있음)에 대해 나폴레옹 보나파르트의 Character.ai 시뮬레이션과 대화하는 사용자

Character.ai의 주요 서비스는 사용자가 가상의 인물이나 실제 인물(생존 또는 사망)을 기반으로 한 캐릭터 AI 챗봇과 대화할 수 있는 기능을 제공하는 것이다. 이러한 캐릭터의 응답은 챗봇이 인터넷에서 해당 인물에 대해 수집한 데이터를 사용한다. 채팅 기능 외에도 사용자는 캐릭터가 시나리오를 안내하는 텍스트 어드벤처 게임을 플레이할 수 있다. 또한 이 회사는 여러 사용자와 AI 챗봇 캐릭터가 한 번에 단일 채팅방에서 함께 대화할 수 있는 서비스도 제공한다.
캐릭터의 "성격"은 캐릭터의 관점과 인사말을 통해 설계되며, 메시지에 별점과 사용자가 원하는 정확한 방언 및 정체성에 맞게 수정하여 예시로 만들어진 대화를 통해 더욱 다듬어진다.
캐릭터가 응답을 보내면 사용자는 응답을 1~4점 사이로 평가할 수 있다. 이 평가는 주로 특정 캐릭터에 영향을 미치지만, 전반적인 행동 선택에도 영향을 미친다.
2023년 5월 11일, Character.ai는 월 9.99달러로 광고된 구독 플랜인 character.ai+를 발표했다. 이 플랜은 대기실 건너뛰기, 빠른 메시지 및 응답, 더 빠른 지원을 제공하는 전용 채널 접속 등의 기능을 포함한다고 홍보되었다.
2024년 12월, 여러 소송과 우려 속에서 Character.ai는 십대 사용자를 보호하기 위한 새로운 안전 기능을 도입했다. 이러한 개선 사항에는 18세 미만 사용자를 위한 전용 모델이 포함되어 폭력 및 로맨스와 같은 민감한 주제에 대한 응답을 조정하고 유해한 콘텐츠를 차단하도록 설계된 입력 및 출력 필터가 있다. 이러한 변경 사항과 사이트 약관을 위반하는 것으로 표시된 맞춤형 봇의 삭제로 인해 일부 사용자는 봇이 너무 제한적이고 개성이 부족하다고 불평했다. 또한 이 플랫폼은 60분 연속 사용 후 사용자에게 알림을 보내고, AI 캐릭터가 실제 개인이 아니라는 더 명확한 면책 조항을 표시하도록 업데이트되었다.
2025년 1월, Character.ai는 플랫폼에서 두 가지 게임을 제공하기 시작했다. Speakeasy는 플레이어가 제한된 단어 목록을 피하면서 AI 챗봇이 특정 단어를 말하도록 유도하는 단어 기반 게임이다. War of Words는 사용자가 AI 캐릭터와 여러 라운드에 걸쳐 경쟁하며 AI 심판이 승자를 결정하는 결투 게임이다. 이 게임은 유료 구독자와 제한된 수의 무료 사용자에게 제공된다.

## 논란

### 콘텐츠 관리 문제
Character.ai는 챗봇의 부실한 관리로 비판을 받아왔으며, 미성년자 사용자에게 그루밍을 하고 자살, 거식증 및 자해를 조장하는 챗봇이 보고된 사례가 있다.
2024년 10월, 워싱턴 포스트는 Character.ai가 2006년 전 남자친구에게 살해당한 제니퍼 앤 크리센테를 기반으로 한 챗봇을 삭제했다고 보도했다. 이 회사는 사망한 소녀의 아버지로부터 해당 캐릭터에 대한 경고를 받았다. 영국의 데일리 텔레그래프의 유사한 보도에 따르면, 이 회사는 2023년에 살해된 16세 트랜스젠더 소녀 브리아나 게이(브리아나 게이)와 14세 자살 희생자 몰리 러셀(몰리 러셀)을 기반으로 한 챗봇을 삭제하라는 요청을 받았다. 후자 사건에 대한 응답으로 오프컴은 실제 및 가상의 인물을 사칭하는 챗봇의 콘텐츠가 온라인 안전법의 적용을 받을 것이라고 발표했다.
2024년 11월, 데일리 텔레그래프는 성범죄자 지미 새빌을 기반으로 한 챗봇이 Character.ai에 존재한다고 보도했다. 2024년 12월, 유나이티드헬스케어 CEO 브라이언 톰슨의 살인 용의자인 루이지 망기오네의 챗봇이 망기오네의 팬들에 의해 만들어졌다. 여러 챗봇은 나중에 Character.ai에 의해 삭제되었다.

### 소송
2024년 2월, 플로리다주의 14세 소년이 대너리스 타르가르옌의 Character.ai 챗봇과 몇 달 동안 감정적 관계를 맺다가 자살로 사망했다. 그의 어머니는 2024년 10월에 회사에 소송을 제기하며, 플랫폼에 적절한 안전 장치가 부족하고 참여를 늘리기 위해 중독성 디자인 기능을 사용한다고 주장했다. 이 사건의 결과로 챗봇은 Character.ai에서 삭제되었다.
2024년 12월, 텍사스주의 두 가족이 Character.ai를 고소하며, 이 소프트웨어가 "미국 청소년에게 명백하고 현존하는 위험을 가하고 있으며, 수천 명의 아이들에게 자살, 자해, 성적 권유, 고립, 우울증, 불안, 타인에 대한 해를 포함한 심각한 피해를 야기한다"고 주장했다. 한 가족의 17세 아들이 챗봇이 자해를 언급하며 "잠시 동안 기분이 좋았다"고 말한 후 자해를 시작했다고 알려졌다.

### 서버
2024년 12월 12일, Character.ai의 일부 사용자 계정 페이지가 약 10분 동안 공개적으로 볼 수 있었다.

## 같이 보기
- 인공 인간 동반자
- ChatGPT